# F.U.E.P.
F.U.E.P. (Fuck You Extended Play) ist die erste Extended Play der britischen Sängerin Lily Allen; sie enthält unter anderem die zensierte Version ihrer Single Fuck You sowie die B-Seiten Fag Hag und Kabul Shit der Single The Fear aus ihrem zweiten Studioalbum It’s Not Me, It’s You. Erstveröffentlichung war am 31. März 2009. F.U.E.P. wurde nur im US-amerikanischen iTunes Store veröffentlicht.

## Hintergrund und Veröffentlichung
Am 9. Februar 2009 brachte Allen ihr zweites Studioalbum It’s Not Me, It’s You heraus. Daraus veröffentlichte sie fünf Singles: The Fear, Not Fair, Fuck You, 22 und Who’d Have Known, wobei Fuck You in Großbritannien nur als Download veröffentlicht wurde. Die restlichen vier Singles schafften es alle in die britischen Charts, darunter The Fear auf Platz 1. In Deutschland erreichten The Fear, Not Fair, Fuck You  und 22 die Singlecharts.
F.U.E.P. wurde am 31. März 2009 über Capitol lediglich in den Vereinigten Staaten im Download-Format veröffentlicht. Die EP enthält die zensierte Version der Single Fuck You, sowie die B-Seiten Fag Hag und Kabul Shit der Single The Fear. Zusätzlich wurde das Cover Womanizer von Britney Spears beigefügt. Produzent der Songs ist Greg Kurstin.

## Titelliste
| # | Titel                       | Produzent    | Songwriter                       | Länge |
| - | --------------------------- | ------------ | -------------------------------- | ----- |
| 1 | Fuck You (Clean Radio Edit) | Greg Kurstin | Lily Allen, Greg Kurstin         | 3:41  |
| 2 | Fag Hag                     | Greg Kurstin | Lily Allen, Greg Kurstin         | 2:55  |
| 3 | Kabul Shit                  | Greg Kurstin | Lily Allen, Greg Kurstin         | 3:45  |
| 4 | Womanizer (Akustik Version) | Greg Kurstin | Nikesha Briscoe, Rafael Akinyemi | 3:33  |